# Constantin Țoiu
Constantin Țoiu (ur. 19 lipca 1923 w Urziceni, okręg Jałomica – 3 października 2012, Buc) –  rumuński prozaik i eseista, pracował jako redaktor w wydawnictwach. W 2002 roku otrzymał nagrodę państwową. 
W swoich książkach pisał o przemianach zachodzących w mentalności współczesnych Rumunów. Stworzył dzieła takie jak: powieści Moartea în pădure (1965), Insoțitorul (1981), Grzech pierworodny (1976, wydanie polskie 1985), Căderea în lumene (1987) oraz eseje Ravase din Kamceatka: Prepeleac cinci (2000).